# Yuki Kagawa
Yuki Kagawa (香川 勇気 Kagawa Yuki?), född 2 juli 1992 i Hyōgo prefektur, är en japansk fotbollsspelare.
Kagawa började sin karriär 2015 i Renofa Yamaguchi FC. Han spelade 65 ligamatcher för klubben. 2017 flyttade han till V-Varen Nagasaki. 2018 blev han utlånad till Tokyo Verdy. Han gick tillbaka till V-Varen Nagasaki 2019. 2020 flyttade han till Oita Trinita.